# Eumannia oppositaria
Eumannia oppositaria är en fjärilsart som beskrevs av Mann 1864. Eumannia oppositaria ingår i släktet Eumannia och familjen mätare. Inga underarter finns listade i Catalogue of Life.